# Теорема Томсена

Теорема Томсена,

Теорема Томсена, названная именем немецкого математика Герхарда Томсена, — это теорема элементарной геометрии, согласно которой определённая ломаная, построенная из отрезков, которые параллельны сторонам треугольника, всегда завершается в начальной точке.

## Формулировка
Рассмотрим произвольный треугольник {\displaystyle ABC} с точкой {\displaystyle P_{1}} на стороне {\displaystyle BC}. Последовательность точек и параллельных прямых строится следующим образом: параллельная стороне {\displaystyle AC} прямая через точку {\displaystyle P_{1}} пересекает сторону {\displaystyle AB} в точке {\displaystyle P_{2}}, а параллельная стороне {\displaystyle BC} прямая, проходящая через точку {\displaystyle P_{2}}, пересекает сторону{\displaystyle AC} в точке {\displaystyle P_{3}}. Продолжим аналогичное построение. Параллельная стороне {\displaystyle AB} прямая через точку {\displaystyle P_{3}} пересекает сторону {\displaystyle BC} в точке {\displaystyle P_{4}}, а параллельная стороне {\displaystyle AC} прямая через точку {\displaystyle P_{4}} пересекает сторону {\displaystyle AB} в точке {\displaystyle P_{5}}. Наконец, параллельная стороне {\displaystyle BC} прямая через точку {\displaystyle P_{5}} пересекает сторону {\displaystyle AC} в точке {\displaystyle P_{6}}, а параллельная стороне {\displaystyle AB} прямая через точку {\displaystyle P_{6}} пересекает сторону {\displaystyle BC} в точке {\displaystyle P_{7}}. Теорема Томсена утверждает, что точки {\displaystyle P_{7}} и {\displaystyle P_{1}} совпадают, поэтому построение всегда приводит к замкнутому пути {\displaystyle P_{1}P_{2}P_{3}P_{4}P_{5}P_{6}P_{1}}.

## Доказательство
Наличие в условии теоремы большого числа различных пар параллельных прямых, пересекающих стороны треугольника, даёт возможность многократного использования теоремы Фалеса о пропорциональных отрезках, из которой следуют соотношения:
{\displaystyle P_{5}P_{6}\parallel BC\Longrightarrow {\dfrac {AP_{6}}{AC}}={\dfrac {AP_{5}}{AB}},}
{\displaystyle P_{4}P_{5}\parallel CA\Longrightarrow {\dfrac {AP_{5}}{AB}}={\dfrac {CP_{4}}{CB}},}
{\displaystyle P_{3}P_{4}\parallel AB\Longrightarrow {\dfrac {CP_{4}}{CB}}={\dfrac {CP_{3}}{CA}},}
{\displaystyle P_{2}P_{3}\parallel BC\Longrightarrow {\dfrac {CP_{3}}{CA}}={\dfrac {BP_{2}}{BA}},}
{\displaystyle P_{1}P_{2}\parallel CA\Longrightarrow {\dfrac {BP_{2}}{BA}}={\dfrac {BP_{1}}{BC}}.}
Таким образом, {\displaystyle {\dfrac {AP_{6}}{AC}}={\dfrac {BP_{1}}{BC}}}. Отсюда, по теореме, обратной к теореме Фалеса, получаем, что {\displaystyle P_{6}P_{1}\parallel AB}. Но по условию {\displaystyle P_{6}P_{7}\parallel AB}. Поэтому {\displaystyle P_{1}=P_{7}}.